# 石丸俊彦
石丸 俊彦（いしまる としひこ、1924年6月28日 - 2007年4月1日）は、日本の裁判官、法学者。専門は刑事法。元東京高等裁判所総括判事。元早稲田大学法学部客員教授。

## 来歴
16歳で陸軍予科士官学校に入学する。
1944年、陸軍士官学校を卒業し、歩兵部隊の少尉に任ぜられ、ビルマの戦地に送られる。敗北で撤退の後、帰国して本土決戦要員に任じられた状態で日本の敗戦を迎えた。当時の上官は敗戦が決まった後、「諸君らは生きて、この国を立て直して欲しい」と言い残して割腹自決したという。
1951年、早稲田大学法学部（旧制）を卒業、同年司法修習生となる。1953年に判事補に任官した。
以降、裁判官として福岡地方裁判所、東京地方裁判所、最高裁判所調査官、司法研修所教官、裁判所書記官研修所長、佐賀地方裁判所所長等を歴任した。1985年、東京高等裁判所第5刑事部総括判事となり、母校の早稲田大学客員教授（刑事法）を務める。
2007年4月1日、慢性心不全により死去。82歳没。

## 人物
連合赤軍事件公判で、吉野雅邦の1審（東京地方裁判所）裁判長を務める。1979年の判決では死刑の求刑を退けて無期懲役とし、吉野に対して「裁判所は被告人を法の名において生命を奪うようなことはしない。被告人自らその生命を絶つことも、神の支えた生命であるから許さない。被告人は生き続けて、その全存在をかけて罪をつぐなってほしい。君のXさんへの愛は真実のものであったと思う。そのことを見つめ続け、彼女と子どもの冥福を祈り続けるように」と訓戒した。石丸は1992年から獄中の吉野に励ます内容の手紙を送りはじめ、死去まで文通を続けた。石丸は、吉野が将来釈放されたときに贈る前提で愛用の腕時計と聖書を残し、聖書の見開きには「ヨハネの手紙」から抜粋した「愛することのない者は神を知りません。神は愛だからです。」という書き込みを吉野宛に記した（1997年10月5日の日付がある）。こうした石丸の行動の背景には、尊皇主義の軍人だった自身と、革命運動に身を投じて犯罪を犯した吉野に共通点を見たことがあったとされる。

## 著作
- 『刑事訴訟法』成文堂
- 『刑事訴訟の実務』上下（共著）新日本法規